# Alves Redol

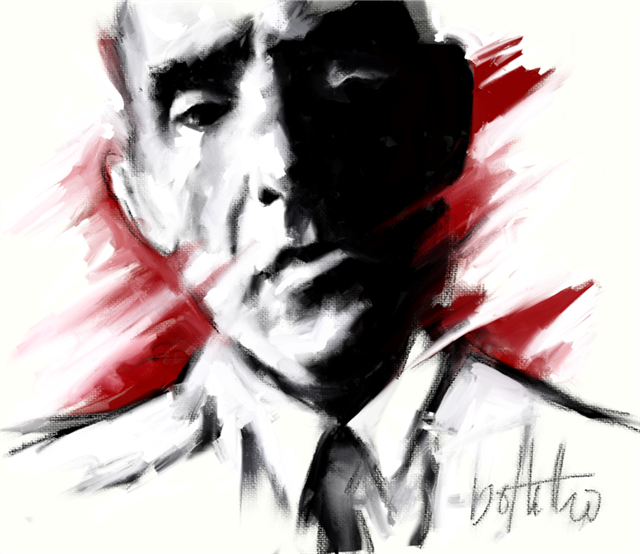
Alves Redol - Celebrando su centenario retratado por Bottelho.

Alves Redol (1911-1969) fue un escritor portugués, considerado un notable exponente del neorrealismo en su país. Aunque inicialmente su labor fue eminentemente periodística, Redol destacó en gran medida por sus novelas ambientadas en la vida rural lusa y que muestran las duras condiciones de vida del campesinado. Opuesto al salazarismo y al Estado Novo, Redol militó en el Partido Comunista de Portugal. Falleció en Lisboa en 1969.

## Obras principales
- Gaibéus (1939)
- Fanga (1943)
- Anúncio (1945)
- Porto Manso (1946)
- Horizonte Cerrado (1949)
- Os Homens e as Sombras (1951)
- A Barca dos Sete Lemes (1958)
- Uma Fenda na Muralha (1959)
- Cavalo Espantado (1960)
- Barranco de Cegos (1961)